# センティリオン
センティリオン（centillion）は、数の単位の一種であるが、使用される地域によって表す数量が異なる。

## 北アメリカ方式（short scale）
- カナダ及びアメリカでは、1センティリオンは 10303 である。
- イギリス、オーストラリア、及びニュージーランドでは、昔からヨーロッパ方式が使われていたが、最近では大部分が北アメリカ方式に移行した。

## ヨーロッパ方式（long scale）
- ヨーロッパでは、1センティリオンは伝統的に 10600 である。